# 威廉·因格

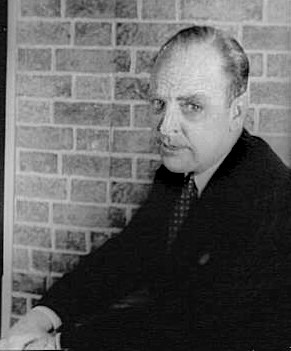
威廉·因格

威廉·因格（  1913年5月3日 - 1973年6月10日）是一位美国剧作家、小说家，他曾獲頒普利策戏剧奖。1961年，威廉·因格又憑藉天涯何处觅知音获得奥斯卡金像奖。  晚年由於其作品反響不佳，威廉·因格陷入抑郁，並最終自殺身亡。